# Aldo Parmeggiani
Aldo Parmeggiani (* 31. Juli 1939 in Meran) ist ein italienischer Radio- und Fernsehjournalist deutscher Muttersprache.

## Leben
Von 1966 bis 1995 war er bei RAI Sender Bozen in Rom für die „Tagesschau“ in deutscher Sprache tätig. Am 20. Dezember 1980 absolvierte er nach dem Studium der Journalistik in Trient und Rom die staatliche Eignungsprüfung als Journalist. Von 1975 bis 2019 war er freiberuflicher Mitarbeiter von Radio Vatikan unter den Direktoren Heinrich Ségur SJ, Eberhard von Gemmingen SJ und Federico Lombardi SJ. Zudem war er seit 2009 Vatikan-Korrespondent für die Südtiroler Tageszeitung Dolomiten.
Parmeggiani machte für Radio Vatikan etwa 900 Hörsendungen „Aktenzeichen“ und „Menschen in der Zeit“ über und mit Persönlichkeiten aus Geschichte, Politik, Kultur, Sport und Kirche, z. B. Joseph Ratzinger (2002), Romano Prodi (2004), Jürgen Moltmann (2006), Günter Grass (2008), Alexander Kluge (2012), Václav Havel (2012) und die Bundespräsidenten Richard von Weizsäcker, Roman Herzog, Horst Köhler und Joachim Gauck.
Von 2007 bis zum krankheitsbedingten Rücktritt 2021 war Parmeggiani Camerlengo der Erzbruderschaft zur Schmerzhaften Mutter Gottes mit Sitz am Campo Santo Teutonico im Vatikan (seit 2021 Ehrenmitglied und Ehrencamerlengo). Parmeggiani ist seit 2007 Mitglied des Römischen Instituts der Görres-Gesellschaft.
Parmeggiani erhielt am 29. Mai 2006 das Goldene Ehrenzeichen für die Verdienste um die Republik Österreich, im März 2009 das Verdienstkreuz I. Klasse der Bundesrepublik Deutschland und am 25. Juni 2012 den päpstlichen Gregorius-Orden.
Parmeggiani ist seit 1962 mit Elisabeth Ortner verheiratet und hat drei Kinder.

## Veröffentlichungen
- Bekenntnisse. Prominente im Gespräch. Edition Radio Vatikan; Leipzig: Benno Verlag 2007. ISBN 978-3-7462-2274-5.
- Einsichten. Prominente Frauen im Gespräch. Edition Radio Vatikan; Leipzig: Benno Verlag 2008. ISBN 978-3-7462-2389-6.